# Theophagie
Theophagie (aus griech. θεός theos ‚Gottheit‘ und φαγεῖν phagein ‚verzehren‘) bzw. Gottesspeisung, ist ein Begriff aus der Religionswissenschaft und bezeichnet die Einverleibung einer Gottheit über die Aufnahme von Speisen oder Getränken. Zu unterscheiden ist üblicherweise die Hierophagie (aus griech. ἱερός hieros heilig), ein religiösen Zwecken dienendes Mahl, und die Anthropophagie (aus altgriechisch ἄνθρωπος anthropos ‚Mensch‘ und φαγεῖν phageín ‚essen‘).

## Geschichte
Der babylonische Opferkuchen stellte die Göttin Ištar dar und wurde wahrscheinlich gemeinschaftlich eingenommen.
Im altgriechischen Dionysoskult wurde nicht nur Wein, sondern auch rohes Fleisch genossen, dessen Herkunftstiere, Böcke oder Stiere, mit göttlichen Attributen besungen werden. Der mythische Pentheus wurde zum menschlichen Opfer, das zuerst von Bacchantinnen zerrissen und verzehrt wurde. An seinem Todesort verehrte man anschließend noch jahrhundertelang den Gott Dionysos.
Im rituellen Genuss des Peyote-Kaktus, der die psychoaktive Droge Meskalin enthält, wird in der Peyote-Religion unter den Indianern Nordamerikas im religiösen Rahmen eine essende Anteilnahme an Spiritualität möglich. Es handelt sich um Hierophagie.
In der christlichen Eucharistie findet die rituelle essende und trinkende Anteilnahme am Fleisch und Blut der christlichen Gottheit statt. Thomas von Aquin hat in seiner Summa theologica auf die Bedeutung der Eucharistie für das Christentum mit den Worten hingewiesen: per Eucharistiam manducamus Christum (deutsch ‚durch die Eucharistie essen wir Christus‘).

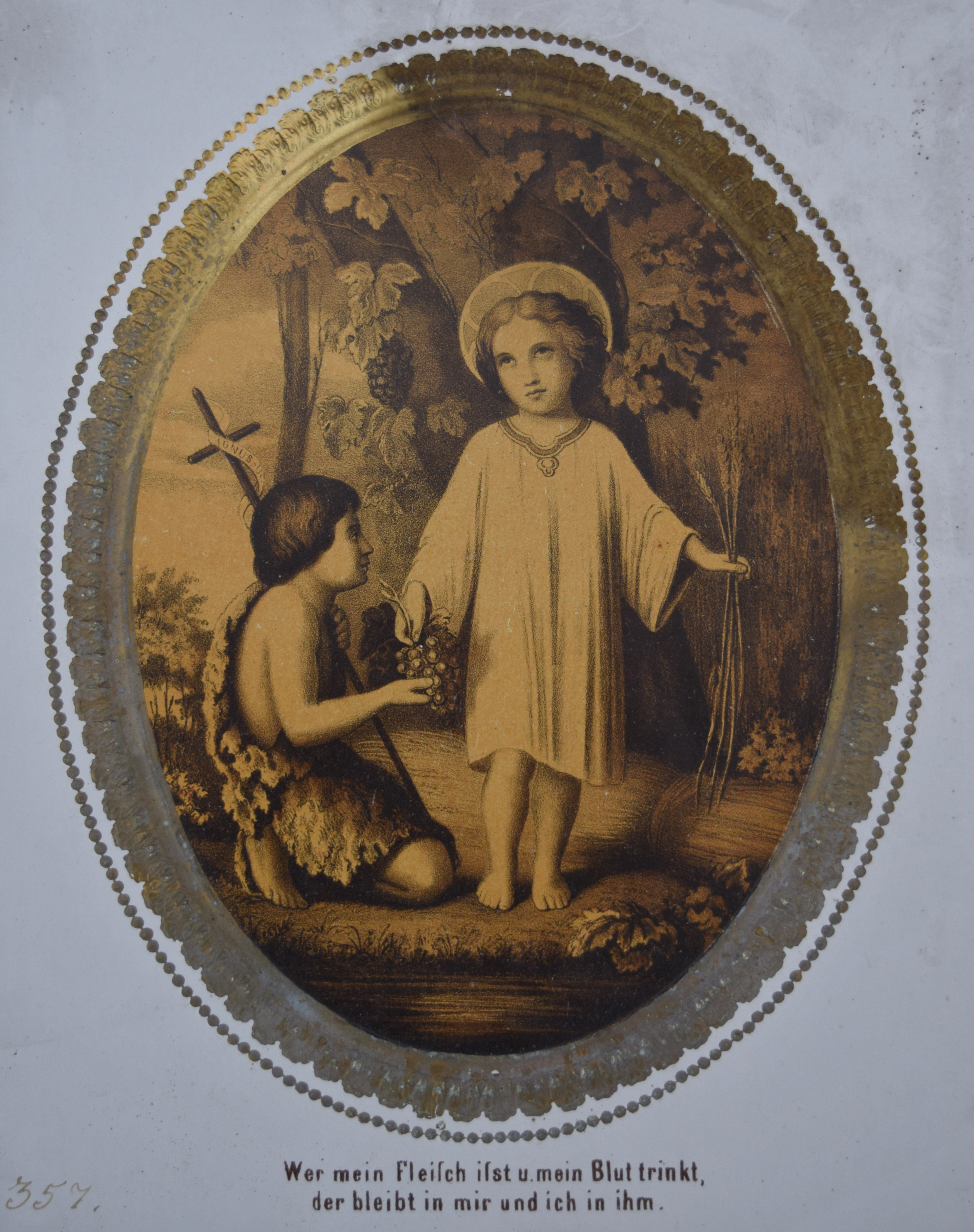
Altes Andachtbild mit dem Vers 56 aus dem Evangelium nach Johannes, Kapitel 6 (Joh 6,56). „Wer mein Fleisch isst und mein Blut trinkt, der bleibt in mir und ich bleibe in ihm.“ Christliche Ikonografie: Getreide und Weinreben als Nutzpflanzen des Menschen.

Altar der Kirche Störmthal. Linker Rahmen: "Nehmet hin und esset, das ist mein Leib." Rechter Rahmen: "Nehmet hin und trinket, das ist mein Blut."

Die Anthropophagie, also der Kannibalismus ist zumindest in Papua-Neuguinea noch bis in die Mitte des 20. Jahrhunderts beobachtet worden. Wo er rituelle Züge trägt, sind die Grenzen zur Theophagie mindestens fließend. Auch in der christlichen Eucharistie sind Elemente des Kannibalismus rituell konserviert, weil der göttlichen Christus, dessen Blut und Fleisch im Brot- und Weinopfer rituell konsumiert wird, auf dem historischen jüdischen Menschen Jesus von Nazareth basiert. Einige christliche Kirchen haben sich von den historischen heidnisch-religiösen Elementen der Theophagie in der Eucharistie zur Hierophagie im Abendmahl gewandelt.

## Abgrenzungen

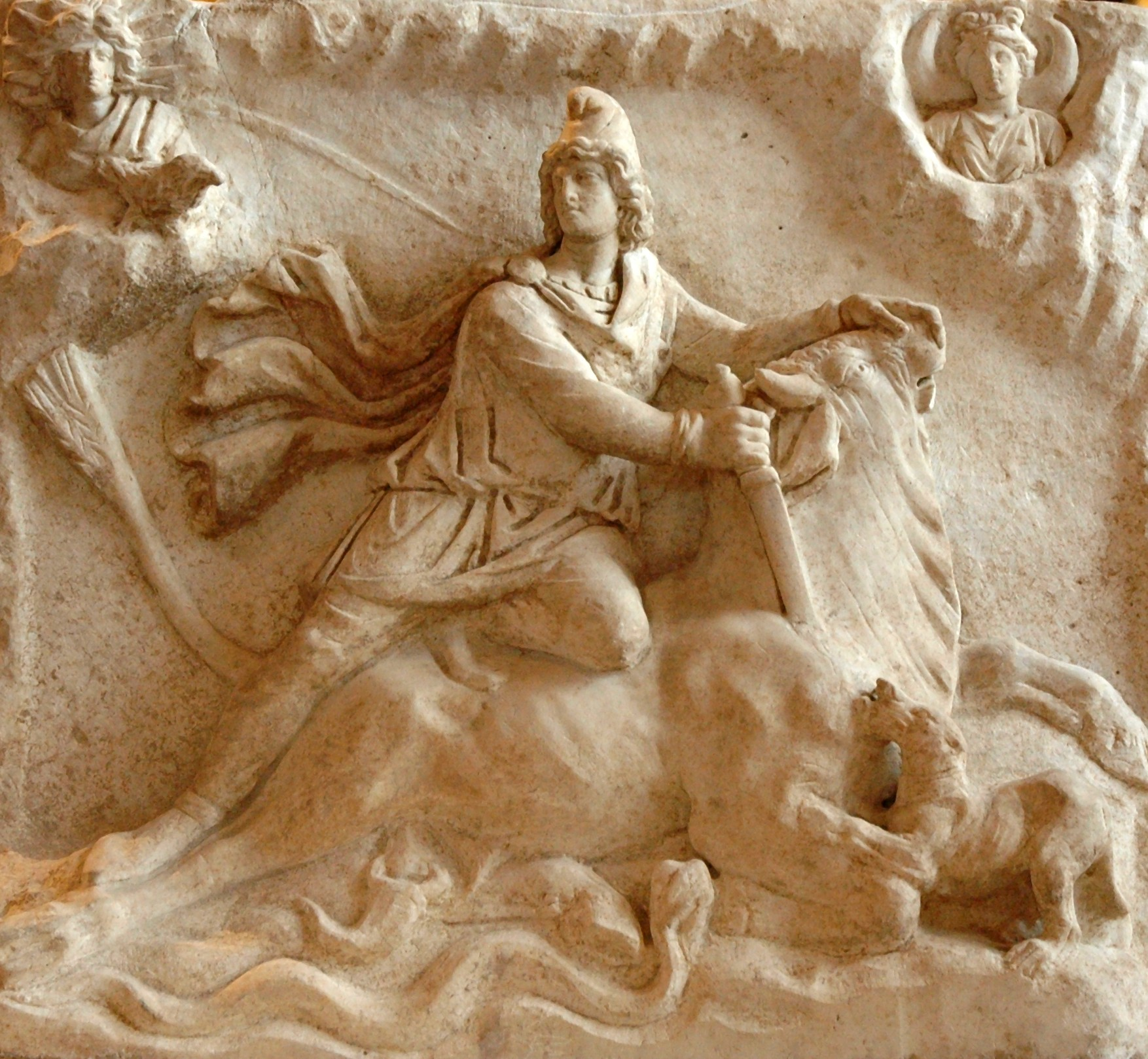
Darstellung der Tauroktonie, 2. oder 3. Jh., Louvre

Im Judentum und im Islam, wie auch in den meisten Religionen der Welt, wird Theophagie nicht praktiziert. Im Judentum gibt es die Pflicht zum Schächten, also zum Ausblutenlassen von Tieren während der Schlachtung. Es lässt erkennen, dass man sich vom heidnischen transzendenten Blutopferkult und der damit oft verbundenen Theophagie abgrenzen wollte. Das Schächten durch den Schlachter ist auch im Islam vorgeschrieben und wird in der Apostelgeschichte für das Christentum erwähnt (ApG 15, 29).